# 温根
温根（法語：Wingen，法語發音：[viŋ(g)ən]）是法国下莱茵省的一个市镇，属于阿格诺-维桑堡区。

## 地理
温根（49°1'34"N, 7°48'54"E）面积16.79 平方千米，位于法国大東部大區下莱茵省，该省份为法国大陆部分最东部的省份，是阿尔萨斯的一部分，今与上莱茵省组成了阿尔萨斯欧洲集体，其南至上莱茵省，西南接孚日省和默尔特-摩泽尔省，西接摩泽尔省，北与德国接壤，东侧沿莱茵河与德国相望。
与温根接壤的市镇（或旧市镇、城区）包括：克林巴克、朗巴克。

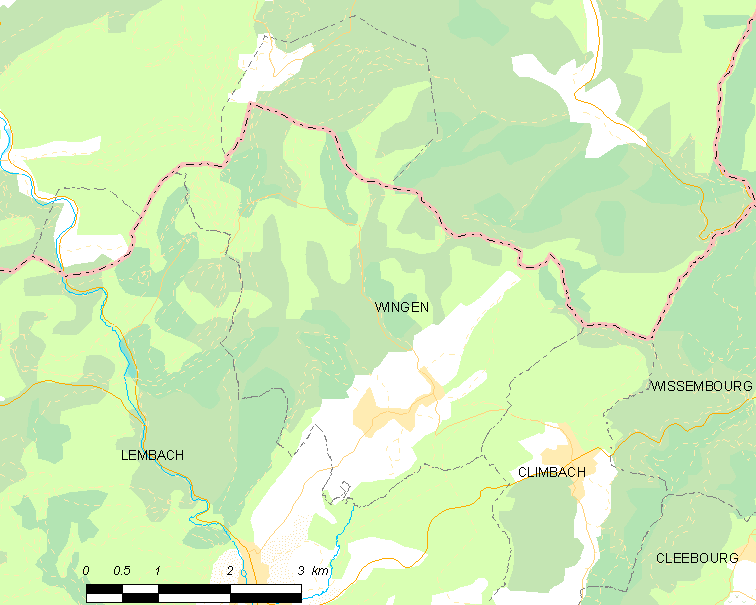
温根的OSM定位图

温根的时区为UTC+01:00、UTC+02:00（夏令时）。

## 行政
温根的邮政编码为67510，INSEE市镇编码为67537。

## 政治
温根所属的省级选区为賴什索芬縣。

## 人口

1962-2008年间温根人口变化图示

温根于2022年1月1日时的人口数量为453人。